# Бело Село
45°19′ пн. ш. 14°44′ сх. д. / 45.32° пн. ш. 14.73° сх. д.
Бело Село (хорв. Belo Selo) — населений пункт у Хорватії, у Приморсько-Горанській жупанії у складі громади Фужине.

## Населення
Населення за даними перепису 2011 року становило 50 осіб.
Динаміка чисельності населення поселення:

## Клімат
Середня річна температура становить 7,34 °C, середня максимальна – 20,54 °C, а середня мінімальна – -6,64 °C. Середня річна кількість опадів – 1517 мм.
| Клімат поселення                              | Клімат поселення | Клімат поселення | Клімат поселення | Клімат поселення | Клімат поселення | Клімат поселення | Клімат поселення | Клімат поселення | Клімат поселення | Клімат поселення | Клімат поселення | Клімат поселення | Клімат поселення |
| Показник                                      | Січ.             | Лют.             | Бер.             | Квіт.            | Трав.            | Черв.            | Лип.             | Серп.            | Вер.             | Жовт.            | Лист.            | Груд.            |                  |
| Середній максимум, °C                         | 3,98             | 4,74             | 7,39             | 11,20            | 15,90            | 19,71            | 20,54            | 20,27            | 16,65            | 12,61            | 7,50             | 3,41             |                  |
| Середня температура, °C                       | −1,33            | −0,57            | 2,09             | 5,90             | 10,61            | 14,41            | 16,56            | 16,28            | 12,67            | 8,61             | 3,51             | −0,58            |                  |
| Середній мінімум, °C                          | −6,64            | −5,88            | −3,23            | 0,60             | 5,28             | 9,10             | 12,56            | 12,30            | 8,69             | 4,63             | −0,47            | −4,58            |                  |
| Норма опадів, мм                              | 101              | 99               | 115              | 127              | 112              | 130              | 93               | 112              | 137              | 169              | 183              | 139              |                  |
| Середньомісячна швидкість вітру, м/с          | 3.24             | 3.38             | 3.43             | 3.18             | 2.94             | 2.80             | 2.64             | 2.73             | 2.84             | 3.16             | 3.46             | 3.49             |                  |
| Середньомісячна сонячна радіація, кДж/м²·день | 4304             | 7125             | 10316            | 14681            | 18763            | 20371            | 21946            | 18501            | 13688            | 8950             | 4664             | 3606             |                  |
| --------------------------------------------- | ---------------- | ---------------- | ---------------- | ---------------- | ---------------- | ---------------- | ---------------- | ---------------- | ---------------- | ---------------- | ---------------- | ---------------- | ---------------- |
| Джерело:                                      |                  |                  |                  |                  |                  |                  |                  |                  |                  |                  |                  |                  |                  |